# 帕特·麥克比
帕特·麥克比（英語：Pat McCabe；1985年3月21日—）是一位澳大利亞橄欖球運動員。他是澳大利亞國家橄欖球隊的一員，代表澳大利亞參加了2011年世界盃橄欖球賽。